# ريتشارد كارلسون (كاتب)
ريتشارد كارلسون (بالإنجليزية: Richard Carlson)‏ هو متحدث تحفيزي وعالم نفس وكاتب أمريكي، ولد في 16 مايو 1961 في بيدمونت في الولايات المتحدة، وتوفي في 13 ديسمبر 2006 في سان فرانسيسكو في الولايات المتحدة بسبب مرض تنفسي.